# Mabel Caro
Mabel Caro (l'Ametlla del Vallès, 13 de març de 1991) és una exjugadora de voleibol catalana.
Començà a practicar el voleibol amb el Club Voleibol l'Ametlla del Vallés i es formà al centre de tecnificació Joaquim Blume. Jugà amb el Club Voleibol Esplugues (2007-08) i, posteriorment, competí amb el Club Voleibol Vall d'Hebron durant sis temporades (2008-14). Amb el club barceloní, guanyà dos títols la temporada 2012-13, la Superlliga Femenina 2 i la Copa de la Princesa. A més, fou escollida millor blocadora de la competició. L'any següent debutà a la primera divisió estatal i la temporada 2014-15 fitxà pel Club Voleibol Barcelona Barça. També competí a la Lliga belga amb el Dauphines Charleroi (2015-16) i a Lliga francesa amb el Bordeaux Mérignac Volley (2017-18). Tornà al CVB Barça la temporada 2018-19 i aconseguí el subcampionat de la Superlliga aquella mateixa temporada. Internacional amb la selecció espanyola de voleibol en cent quinze ocasions entre 2014 i 2019, destaca la consecució del tercer lloc que aconseguí a l'European Golden League de 2017.

## Palmarès
- 2 Superlliga Femenina 2 de voleibol (2012-13, 2020-21)
- 1 Copa de la Princesa de voleibol (2012-13)
- 3 Lligues catalanes de voleibol femenina (2011-12, 2013-14, 2014-15)